# Lonnie Johnson

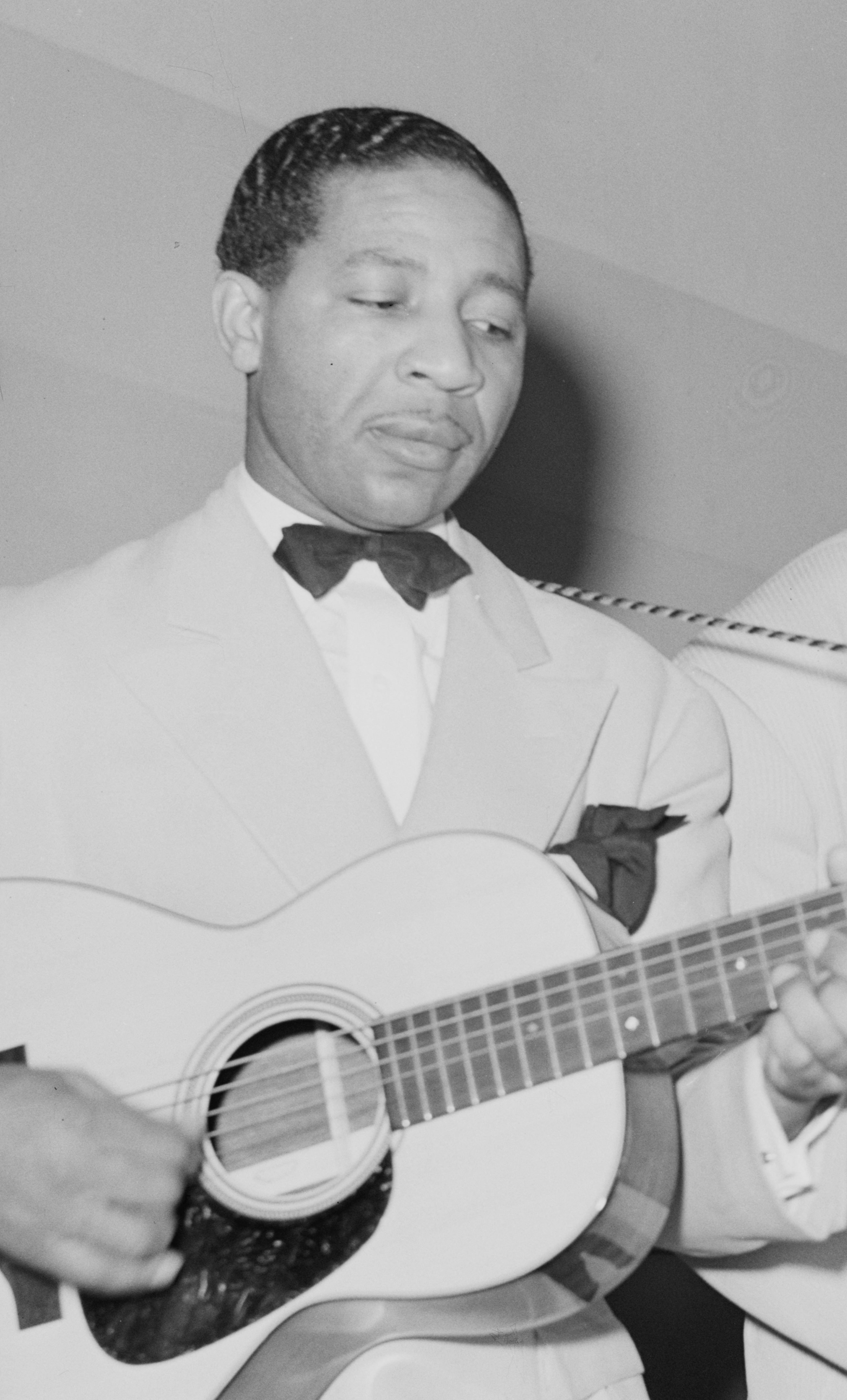
Lonnie Johnson, 1941

Alonzo „Lonnie“ Johnson (* 8. Februar 1899 in New Orleans; † 16. Juni 1970 in Toronto) war ein US-amerikanischer Blues- und Jazzmusiker. Er spielte als Erster im Jazz Soli auf der Gitarre und gilt als besonders innovativer Gitarrist, „der auf ideale Weise Blues mit Jazz- und Balladenkunst verband. Sein Einfluss reichte von Robert Johnson bis zu Elvis Presley und Jerry Lee Lewis.“

## Leben und Wirken
Lonnie Johnson lernte als Kind Piano und Violine; er begann seine Karriere als Musiker in verschiedenen Bars in New Orleans.
Im Jahre 1917 bereiste er Europa, um dort zu spielen, und schloss sich einige Zeit Will Marion Cook und seiner Band, dem Southern Syncopated Orchestra, an. Als er 1918 wieder nach New Orleans zurückkehrte, war bis auf einen Bruder seine ganze Familie als Opfer der Spanischen Grippe verstorben. In dieser Zeit begann er auch, Gitarre zu spielen. Zwei Jahre später, 1920, zogen Lonnie Johnson und sein überlebender Bruder James „Steady Roll“ Johnson nach St. Louis, wo Lonnie mit den Mississippi-Bands Charlie Creath’s Jazz-O-Maniacs und der von Fate Marable spielte.
Nach fünf Jahren in St. Louis lernte Lonnie die Bluessängerin Mary Smith kennen und heiratete sie (Mary Johnson hat von 1929 bis 1936 eigene Schallplattenaufnahmen gemacht – allerdings nie zusammen mit Lonnie Johnson). Im selben Jahr gewann Lonnie bei einem Blueswettbewerb einen Plattenvertrag mit Okeh Records. Johnson nahm dann als Gitarrist (aber bis 1927 auch als Geiger, auf der Mandoline, auf dem Piano und dem Harmonium) in vielfältigen Zusammenstellungen auf: im Duett mit seinem Bruder James „Steady Roll“ Johnson sowie als Begleiter von Victoria Spivey, Spencer Williams und Texas Alexander. Auch war er mit Bessie Smiths T.O.B.A.-Show auf Tournee. Aufgrund von Johnsons ausgeklügeltem Einsatz der Violine im Blues wird deutlich, dass dieses Instrument dort geläufiger war, als dies bisher in der Geschichtsschreibung angenommen wurde.
In Chicago arbeitete er 1927 für einige Aufnahmen mit Louis Armstrong and His Hot Five zusammen; weiterhin nahm er mit Duke Ellington und McKinney’s Cotton Pickers auf sowie mehrfach im Duett mit Eddie Lang (1927/1929) und mit Joe Venuti. Die Aufnahmen mit den Hot Five und mit Eddie Lang beinhalten frühe Duos mit dem Banjospieler Johnny St. Cyr beziehungsweise dem Gitarristen Lang, die durch Single-Note-Technik, ihren Aufbau und die Harmonien überzeugen. Von 1925 bis 1932 war Johnson, der auch als Sänger hervortrat, einer der populärsten afroamerikanischen Plattenstars.
Anschließend zog er nach Cleveland, Ohio, und arbeitete mit dem Putney Dandridge Orchestra. Hier war er allerdings nicht sehr erfolgreich und musste einige Zeit in einer Reifenfabrik und in einem Walzwerk arbeiten. 1937 zog er wieder zurück nach Chicago und spielte mit Johnny Dodds und Jimmie Noone für Decca Records und arbeitete auch mit Lil Hardin Armstrong.
Im Jahre 1939 wechselte Johnson zum Bluebird-Label, wo er mit bekannten Pianisten wie Blind John Davis, Roosevelt Sykes und Joshua Altheimer Aufnahmen machte. Ab 1941 wandte er sich dem Rhythm and Blues zu und setzte vermehrt die E-Gitarre ein. Das Stück Tomorrow Night, das Lonnie 1948 für das Plattenlabel King aufnahm, stand sieben Wochen in den R&B-Charts und wurde mit über drei Millionen verkauften Platten einer der größten Hits des Jahres in den R&B-Charts.
1952 war er auf Tournee in England, arbeitete aber bis Ende der 1950er-Jahre als Hotel-Hausmeister, bevor er 1960 vom Jazz-DJ Chris Albertson wiederentdeckt wurde. 1962 spielte er auch mit Bob Dylan, dem er einige musikalische Tricks beibrachte. 1963 bereiste er mit dem American Folk Blues Festival Europa. Ab 1965 lebte er in Toronto, wo er das Album Stompin’ at the Penny aufnahm. Seine letzten bekannten Aufnahmen entstanden 1967 in Form von zwei Soloalben für Folkways Records.
Im März 1969 wurde Lonnie Johnson von einem Auto schwer verletzt. Anschließend erlitt er einen Schlaganfall, der eine halbseitige Lähmung zur Folge hatte, weshalb er nicht mehr Gitarre spielen konnte. Bei seinem vorletzten Live-Auftritt im Februar 1970 wurde Johnsons Gesang daher vom Gitarristen Buddy Guy, dessen Schlagzeuger Fred Below und dem Bassisten Jim McHarg begleitet. Am Bloomsday 1970 starb Lonnie Johnson an Spätfolgen des Unfalls.

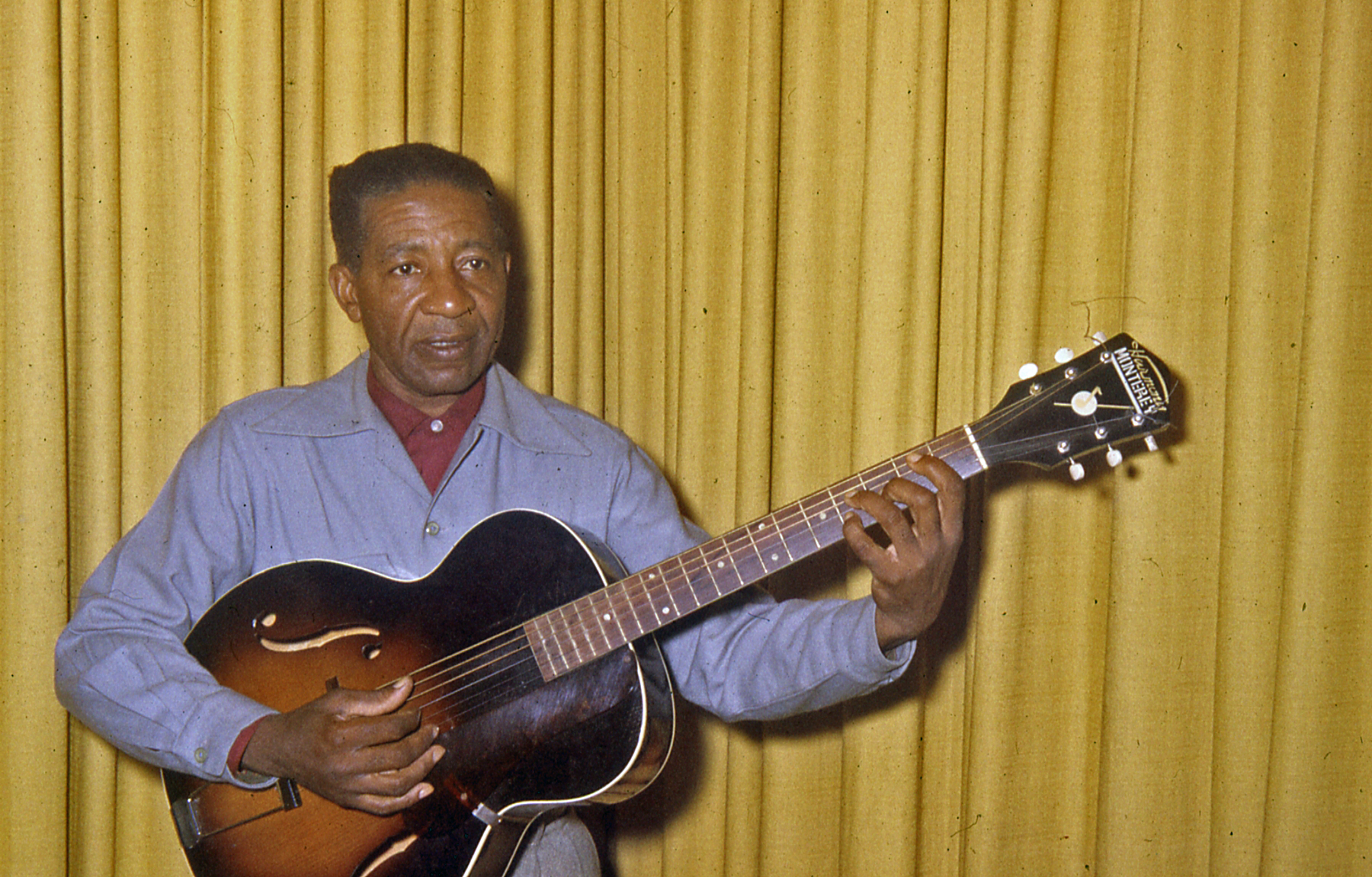
Lonnie Johnson (1960; Photo: Chris Albertson)

### Biographie
- Mark Miller: Way Down That Lonesome Road. Lonnie Johnson in Toronto 1965–1970. The Mercury Press. 2011, ISBN 978-1-55128-148-3.

### Buchbeiträge über Lonnie Johnson
- „You Don't See Into These Blues Like Me“. – Samuel B. Charters: The Country Blues. With a new Introduction by the Author. Da Capo Press, 1975. 73-85.
- Chris Albertson: Lonnie Johnson. Chased by the Blues. In: Pete Welding and Toby Byron (Hrsg.): Bluesland. Portraits of Twelve Major American Blues Masters. Dutton Book, 1991. 38-49.
- Mr. Johnson’s Blues. Lonnie Johnson. – James Sallis: The Guitar Players. One Instrument & its Masters in American Music, University Of Nebraska Press, 1994. 29-51.
- Massey Hall (Lonnie Johnson). – John Goddard and Richard Crouse: Rock and Roll Toronto. From Alanis to Zeppelin. Doubleday, 1997. 151-159.
- Jas Obrecht: „Lonnie Johnson – The Era’s Most Influential Blues Guitarist“; in: ders.: Early Blues – The First Stars Of Blues Guitar. Minneapolis: University of Minnesota Press, 2015. S. 129–187

### Lexigraphische Einträge über Lonnie Johnson
- Carlo Bohländer, Karl Heinz Holler, Christian Pfarr: Reclams Jazzführer. 3., neubearbeitete und erweiterte Auflage. Reclam, Stuttgart 1989, ISBN 3-15-010355-X.
- Ian Carr, Digby Fairweather, Brian Priestley: Rough Guide Jazz. Der ultimative Führer zur Jazzmusik. 1700 Künstler und Bands von den Anfängen bis heute. Metzler, Stuttgart/Weimar 1999, ISBN 3-476-01584-X.
- Sh. Harris: Blues Who’s Who: A Biographical Dictionary of Blues Singers 1979
- Martin Kunzler: Jazz-Lexikon. Band 1: A–L (= rororo-Sachbuch. Bd. 16512). 2. Auflage. Rowohlt, Reinbek bei Hamburg 2004, ISBN 3-499-16512-0.
- Maurice Summerfield: The Jazz Guitar – Its evolution and its players (englisch). Ashley Mark Publishing 1978, ISBN 0-9506224-1-9